# Ipomoea fulvicaulis
Ipomoea fulvicaulis är en vindeväxtart som beskrevs av Pierre Edmond Boissier och Hallier f. Ipomoea fulvicaulis ingår i släktet praktvindor, och familjen vindeväxter.

## Underarter
Arten delas in i följande underarter:
- I. f. asperifolia
- I. f. heterocalyx